# Albinețul Vechi, Fălești
Albinețul Vechi este satul de reședință al comunei cu același nume  din raionul Fălești, Republica Moldova.
Este o localitate situată la latitudinea 47,5563, longitudinea 27,6375 și altitudinea de 61 metri față de nivelul mării. Distanța directă până în orașul Fălești este de 8 km. Distanța directă până în orașul Chișinău este de 146 km.

## Etimologie
Denumirea satului reprezintă un oiconim provenit de la denumirea râului pe valea căruia este așezat satul. Denumirea râului are la origine substantivul „alb” +‎ sufixul „-ineț”, referindu-se la răspândirea crustei deasupra solului alcătuită din depuneri de săruri de culoare albă (derivat din latinescul albus - „alb”). În trecut a fost denumit și Frigeni (1859).

## Populație
Conform recensământului din anul 2004 populația este de 2.183 locuitori.